# Turczyn (powiat białostocki)
Turczyn – kolonia w Polsce położona w województwie podlaskim, w powiecie białostockim, w gminie Choroszcz.
W latach 1975–1998 miejscowość administracyjnie należała do województwa białostockiego.
Nazwa tej wsi zawsze wiązała się z nazwiskiem jej właścicieli czy mieszkańców.
Wierni kościoła rzymskokatolickiego należą do parafii św. Antoniego Padewskiego w Niewodnicy Kościelnej.

## Historia
Szlachetny Wawrzyniec Borowski podarował swą ziemię Szczęsnemu Zichwskiemu. Ten zmarł bezpotomnie i zgodnie z prawem w roku 1562 ziemia została włączona do dóbr królewskich. Miejscowość nazywała się wówczas Borowo. Była to mała osada. Mieszkały w niej tylko dwie lub trzy rodziny.
Później, do roku 1705, wieś nazywała się Małysze lub Maliszki od nazwiska mieszkającego tu Jana Maliszewskiego. W końcu przyjęła swą obecną nazwę od nazwiska mieszkańca tej wsi – Turczyna. Na początku XIX wieku był on właścicielem niewielkiego młyna wiatraka usytuowanego na pobliskim wzgórzu.
W 2016 uzyskała status sołectwa.